# Юрека Тауър
Юрека Тауър (на английски: Eureka Tower) е 91-етажна жилищна сграда в Мелбърн, Австралия.
Работата по строителството ѝ започва през август 2002 година и завършва през юни 2006 г. Открита е на 11 октомври 2006 година.
Официално е втората по височина жилищна сграда в света след Q1 (също в Австралия), но по височина на последно изградения етаж заема 1-то място. Височината ѝ е 297,3 м, с което се нарежда на 38-то място в света, но е сред 6-те сгради на планетата с повече от 90 етажа.